# La Fontana d'Or
La Fontana d'Or és un palau gòtic de la ciutat de Girona situat al carrer dels Ciutadans, número 19. La façana posterior és al carrer de les Ferreries Velles, número 18. És una obra declarada Bé cultural d'interès nacional. La Fontana d'Or, edifici d'origen romànic i conegut amb aquest nom des del segle xviii, ha tingut utilitzacions diverses al llarg del temps i actualment acull la seu del CaixaForum de Girona. Hom n'ignora la funció primitiva, però se sap que ha servit de fonda, d'oficines de la Cambra de Comerç i de Banc de Catalunya.

## Descripció
La construcció gòtica civil, bastida sobre murs d'època anterior, s'obre al carrer de Ciutadans mitjançant uns amplis porxos a la planta baixa i un seguit de finestres coronelles amb capitells de gran vàlua que il·luminen la gran sala de la planta noble. En els segles xiv-xv, l'edifici construït entre mitgeres fou ampliat per la part posterior, la qual cosa comportà la construcció d'un pati central amb escalinata i galeria a la planta noble, bo i seguint un model molt freqüent en l'arquitectura gòtica catalana. La façana posterior, que dona al carrer de les Ferreries Velles, té una composició semblant a la de la principal, tot i datar de l'època de l'ampliació. Les seves arcades formaven part, molt probablement, d'un carrer porticat.
La reconstrucció efectuada amb pobresa de mitjans després que s'incendiés, probablement al segle xv, juntament amb les múltiples reformes posteriors, han fet que l'edifici sofrís moltes modificacions. La restauració més recent, efectuada el 1972-73 per l'arquitecte Joan M. de Ribot, és d'un marcat caràcter arqueologista i no totalment reeixida pel que fa a la utilització de materials i acabats.

## Capitells

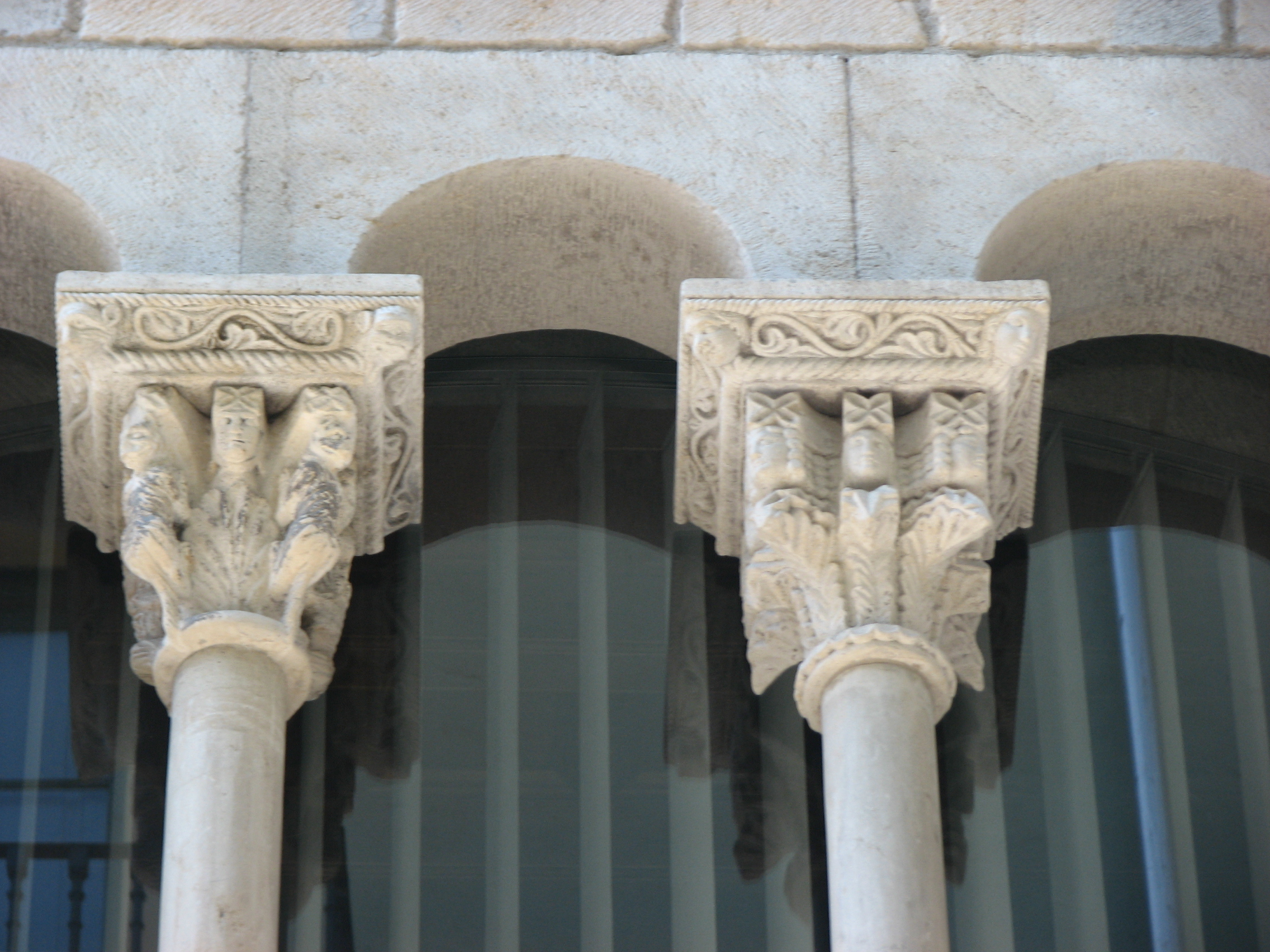
Detall dels capitells

L'escultura ocupa els capitells de les finestres coronelles del primer pis de l'edifici. Una fórmula semblant es practicà a la Paeria de Lleida i a la casa Sobies de Tàrrega, encara que amb una temàtica diferent. Entre els esquemes figuratius representats n'hi ha algun de ben curiós, no tant pels animals que s'hi esculpiren, com per l'original composició resultant. En la majoria dels casos, però, això no succeeix i el tema escollit es pot trobar en nombroses obres de l'escultura romànica catalana o peninsular (lleons enfrontats, caps humans entre decoració vegetal, home o dona entre lleons, sirenes-ocell amb bust humà, etc.). També amb paral·lels al claustre de Girona hi ha els dos darrers capitells, on l'escultor fixà les escenes d'una cacera a cavall i d'una lluita a mà entre dos homes. La baixa qualitat de la talla permet aventurar la participació d'un taller local que utilitzaria un repertori poc original per a decorar la planta noble d'aquest destacat casal gironí. La vinculació respecte a l'obra dels tallers dels claustres gironins no suposa cap contacte a nivell estilístic, ja que a la Fontana es troba un «romànic d'inèrcia». Tanmateix, malgrat que moltes de les escenes siguin susceptibles d'una interpretació simbòlica, cal no oblidar que una lectura d'aquest tipus sempre depèn del context on s'inclou la peça. En aquest sentit, res fa pensar que l'escultura de la Fontana tingui cap altra funció que la purament decorativa.